# Thomas Mitchell Campbell
Thomas Mitchell Campbell (22 de abril de 1856 — 1 de abril de 1923) foi o 24º governador do estado norte-americano de Texas, de 15 de janeiro de 1907 a 17 de janeiro de 1911.